# Магелланові Хмари

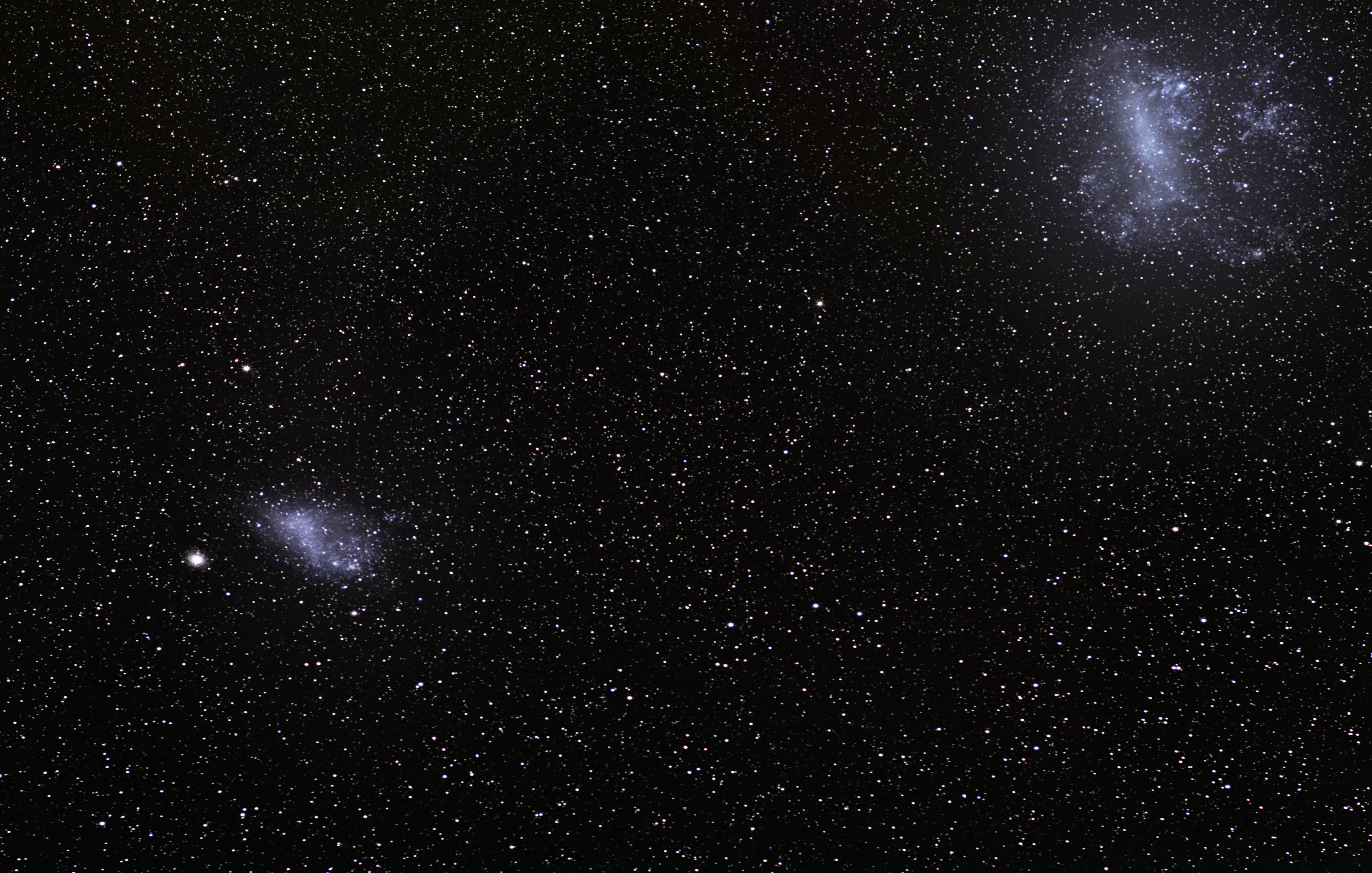
Магелланові Хмари

Магелланові Хмари — дві галактики-супутники Чумацького Шляху, видимі неозброєним оком у Південній Півкулі. Обидві Хмари — Велику Магелланову Хмару та Малу Магелланову Хмару раніше вважали неправильними галактиками, але згодом у них виявили залишки спіральної структури. Вони розташовані відносно близько одна від одної й утворюють гравітаційно-пов'язану (подвійну) систему. Обидві Хмари плавають у спільній водневій оболонці.
Магелланові хмари перебувають на високих галактичних широтах, тому світло від них мало поглинається нашою Галактикою, до того ж площина Великої Магелланової хмари розташована майже перпендикулярно променю зору, тож для видимих поруч об'єктів найчастіше буде правильним стверджування, що вони близькі просторово. Ці особливості Магелланових хмар дозволили вивчати на їх прикладі закономірності розподілу зір і зоряних скупчень.
Магелланові хмари мають деякі особливості, що відрізняють їх від Галактики. Наприклад, там виявлено кулясті зоряні скупчення віком 107 — 108 років, тоді як такі скупчення Галактики зазвичай старші 109 років. Також, швидше за все, у Магелланових хмарах менший вміст важких елементів.

## Історія вивчення
Жителям Південної півкулі Магелланові Хмари були відомі з давніх-давен. Вони знаходили відображення в культурах різних народів: наприклад, деякі південноамериканські племена представляли їх як пір'я птахів нанду, а австралійські аборигени — як двох велетнів, які іноді спускаються з небес і душать сплячих людей.
Магелланові хмари стали відомі європейським мореплавцям у XV столітті, їх називали «Капськими хмарами». Фернандо Магеллан застосовував їх для навігації, як альтернативу Полярної зорі, під час своєї навколосвітньої подорожі в 1519–1521 роках. Коли після загибелі Магеллана його корабель повернувся до Європи, Антоніо Пігафетта (супутник Магеллана й офіційний літописець подорожі) запропонував назвати Капські Хмари «Хмарами Магеллана» як своєрідне увічнення його пам'яті. Крім того, Пігафетта правильно припускав, що Магелланові Хмари складаються з окремих зір.
У 1847 році Джон Гершель опублікував каталог 244 окремих об'єктів у Малій Магеллановій Хмарі та 919 — у Великій, з координатами й короткими описами. У 1867 році Клівленд Еббе вперше зробив припущення, що Магелланові Хмари — окремі від Чумацького Шляху галактики.
З 1904 року співробітники Гарвардської обсерваторії почали відкривати цефеїди в Магелланових Хмарах. У 1912 році Генрієтта Лівітт, яка також працювала в Гарвардській обсерваторії, виявила для Магелланових Хмар залежність між періодом і світністю для цефеїд. Це співвідношення надалі стало відігравати важливу роль у вимірюванні відстаней між галактиками. З 1914 року астрономи Лікської обсерваторії почали систематично вимірювати променеві швидкості емісійних туманностей у Магелланових Хмарах. З'ясувалося, що всі ці об'єкти мають великі позитивні променеві швидкості — це стало свідченням на користь того, що Магелланові Хмари відокремлені від Чумацького Шляху. Ці три відкриття, а також виявлення за допомогою радіотелескопів нейтрального водню в Магелланових Хмарах і навколо них Гарлоу Шеплі 1956 року назвав найважливішими досягненнями, пов'язаними з Магеллановими Хмарами. Крім того, він відзначив ще кілька відкриттів: наприклад, виявлення різних зоряних населень у Магелланових Хмарах. Важливі для астрономії відкриття стали можливими, зокрема, через те, що Магелланові Хмари розташовані досить близько до Чумацького Шляху, але водночас віддалені від його диска, і на них слабко впливає міжзоряне поглинання; крім того, відстані від Землі до об'єктів кожної з Магелланових Хмар практично однакові, тому відмінність видимих зоряних величин об'єктів, які там спостерігаються, дорівнює відмінності їхніх абсолютних зоряних величин. Із цих причин Шеплі називав Магелланові Хмари «майстернею астрономічних методів».
Пізніше в XX столітті також було зроблено велику кількість відкриттів: наприклад, було виявлено Магелланів Потік, відкрито рентгенівські джерела в Магелланових Хмарах, за допомогою космічного телескопа IRAS було вивчено пилову складову Хмар.

## Характеристика

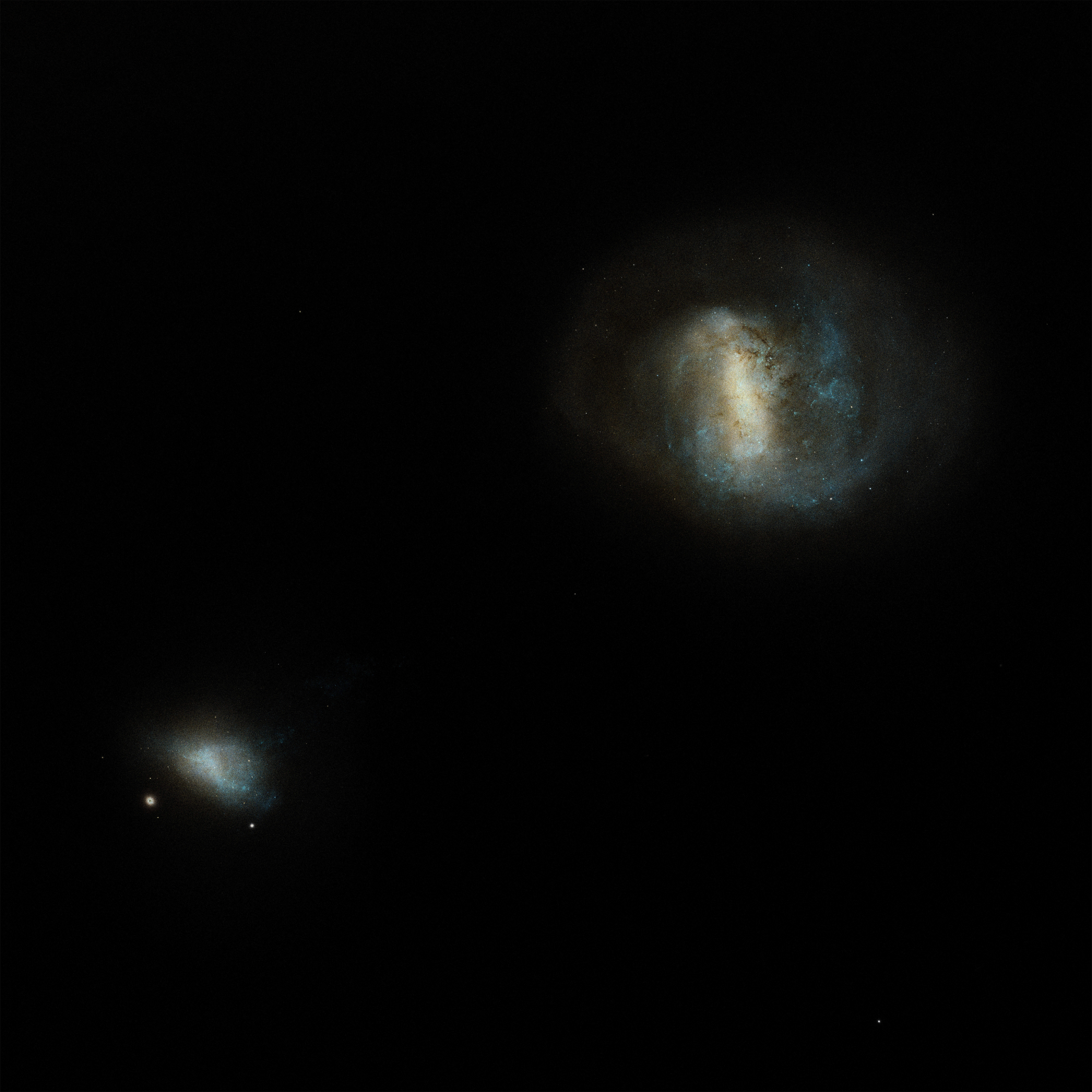
Магелланові хмари, отримані з даних Gaia EDR3 з видаленими зорями на передньому плані.

Велика Магелланова Хмара та Мала Магелланова Хмара є помітними об'єктами у південній півкулі, які неозброєним оком виглядають як окремі частини Чумацького Шляху. У нічному небі кутова відстань між ними становить близько 21°, а справжня відстань між ними — близько 75 000 світлових років.
Астрономи давно припускають, що Магелланові Хмари обертаються навколо Чумацького Шляху. Спостереження і теоретичні дані свідчать, що Магелланові Хмари сильно деформуються через взаємодію з Чумацьким Шляхом, коли вони наближаються до нього. На радіотелескопічних зображеннях Велика Магеланова Хмара зберігає дуже чітку спіральну структуру. Гравітація Магеланових Хмар впливає на Чумацький Шлях, деформуючи зовнішні частини галактичного диска.

#### Склад
Окрім іншої структури та меншої маси, вони відрізняються від нашої галактики у двох основних аспектах. Вони багаті на газ; більшу частку їхньої маси складають водень і гелій. Вміст важких елементів у Магелланових Хмарах, навпаки, значно нижчий, ніж у Чумацькому Шляху. Відомо, що міжзоряне поглинання в Магелланових Хмарах на коротких хвилях посилюється різкіше, ніж у Чумацькому Шляху, що, можливо, спричинено відмінностями в хімічному складі. Відмінності в хімічному складі вказують на те, що в Магелланових Хмарах не було первісного спалаху зореутворення, в якому сформувалася велика кількість зір, як у Чумацькому Шляху. Обидві галактики відомі своїми туманностями і молодим зоряним населенням, але, як і в нашій галактиці, їхні зорі варіюються від дуже молодих до дуже старих, що свідчить про тривалу історію зореутворення.

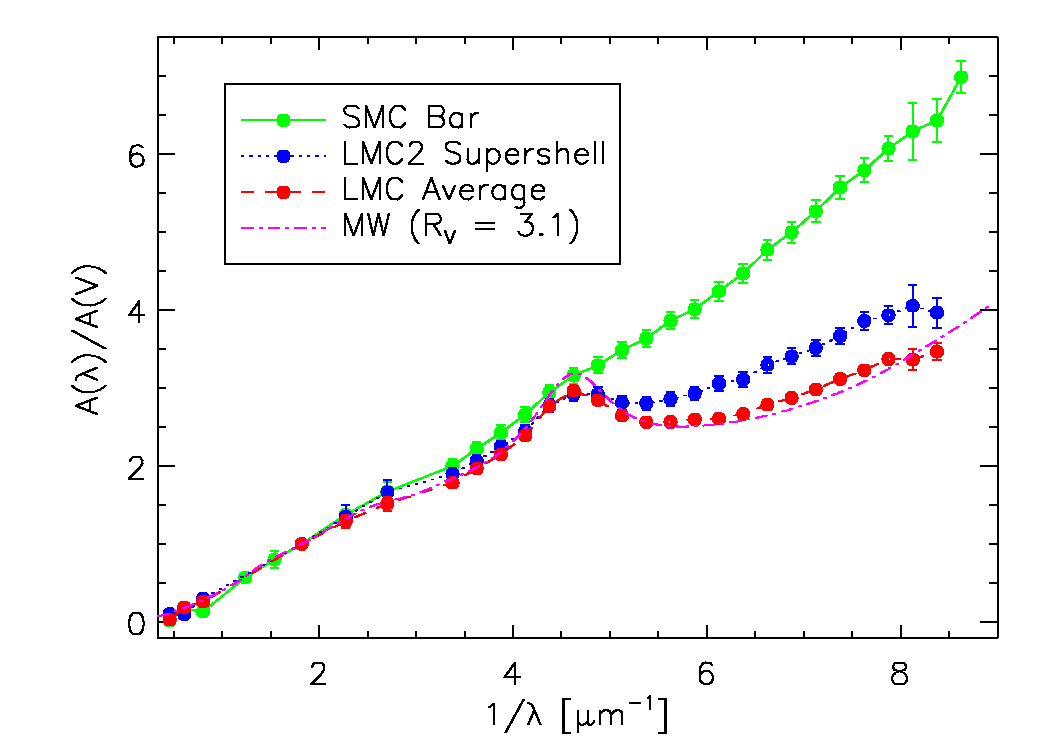
Залежність величини міжзоряного поглинання від оберненої довжини хвилі для Чумацького Шляху (MW), Великої (LMC) і Малої (SMC) Магелланових Хмар.

#### Зоряні скупчення
У 2019 році за даними Gaia астрономи відкрили молоде зоряне скупчення Price-Whelan 1. Скупчення має низьку металічність і належить до переднього рукава Магелланових Хмар. Існування цього зоряного скупчення свідчить про те, що передній рукав Магелланових Хмар знаходиться на відстані 90 000 світлових років від Чумацького Шляху — ближче, ніж вважалося раніше.
Системи зоряних скупчень у Магелланових Хмарах відрізняються від такої в Чумацькому Шляху. Кулясті скупчення, що містять багато зір, у нашій Галактиці — старі об'єкти віком понад 12 мільярдів років, у той час як у Магелланових Хмарах є дві групи багатих на зоряні скупчення. Одні скупчення схожі з кулястими зоряними скупченнями нашої Галактики: вони мають червоні кольори, низьку металічність, у деяких із них спостерігаються змінні типу RR Ліри. Інші скупчення мають блакитніший колір і їхній вік менший 1 мільярда років: у цьому вони схожі на розсіяні скупчення, але містять значно більше зір, мають більші розміри та форму, близьку до кулястої. Такі об'єкти називають  скупченнями молодого населення (англ. young populous clusters), подібні об'єкти в Чумацькому Шляху невідомі, хоча розсіяні скупчення в Магелланових Хмарах загалом схожі на такі ж у нашій Галактиці.
У Великій Магеллановій Хмарі лежить найяскравіша зона H II у всій Місцевій групі — 30 Золотої Риби, також відома як туманність Тарантул. Її діаметр становить 200 парсек, поблизу її центру розташовується молоде і дуже масивне зоряне скупчення R136. У цьому скупченні є зорі дуже великих мас, зокрема наймасивніша з усіх відомих — R136a1, маса якої становить 265 M☉.

#### Змінні зорі
У Магелланових Хмарах спостерігаються змінні зорі різних типів. Наприклад, цефеїди в середньому мають менші періоди, ніж у нашій Галактиці. Очевидно, це пов'язано з нижчою металічністю Магелланових Хмар, завдяки якій цефеїдами можуть ставати зорі менших мас, ніж у Чумацькому Шляху.
У 1987 році була зареєстрована єдина за історію спостережень наднова у Великій Магеллановій Хмарі — SN 1987A. Вона є найближчою до нас із часів спалаху наднової SN 1604.

#### Рух Магеланових Хмар
Магелланові Хмари обертаються одна відносно одної з періодом у 900 мільйонів років, а навколо Чумацького Шляху роблять один оберт за 1,5 мільярда років. За кілька останніх орбітальних періодів відбувалися зближення галактик одна з одною аж до відстаней 2-7 кілопарсек — останнє зближення сталося 200 мільйонів років тому. Максимальна відстань між галактиками під час їхнього орбітального руху може досягати 50 кілопарсек.

#### Еволюція Магелланових хмар
Невідомо, чи сформувалися Магелланові Хмари спочатку як пара галактик, чи стали парою галактик лише відносно недавно. Вважається, що галактики гравітаційно пов'язані щонайменше останні 7 мільярдів років.
На сучасні параметри обох галактик значно вплинула історія їхньої взаємодії одна з одною і з нашою Галактикою. Наприклад, Велика Магелланова Хмара спочатку являла собою тонкий диск без бару, але за останні 9 мільярдів років через приливні взаємодії з цими двома галактиками у Великій Магеллановій Хмарі виник бар і гало, а товщина диска збільшилася.
У майбутньому Магелланові Хмари зіллються з Чумацьким Шляхом. Для Великої Магелланової Хмари найімовірніший час, через який відбудеться злиття — 2,4 мільярда років, що раніше, ніж очікуване зіткнення Чумацького Шляху й галактики Андромеди.

## Оточення галактик
До Магелланової системи, крім двох галактик, відносяться різні пов'язані з ними структури: Магеллановий Міст, Магелланів Потік і спільна оболонка з нейтрального водню. Усі ці структури містять 37% усього нейтрального атомарного водню в Магеллановій системі.

Дані, отримані з Gaia, показують, як зорі "витягуються" з Малої Магелланової Хмари і прямують до сусідньої Великої Магелланової Хмари, утворюючи зоряний міст через космос.

#### Магеллановий міст
Магеллановий Міст — структура з газу та зір, яка з'єднує Магелланові Хмари. Маса нейтрального водню в ньому становить 3,3× 108 M☉, а іонізованого — 0,7—1,7× 108 M☉. Іноді окремо від Магелланового Моста розглядають так званий Хвіст Малої Магелланової Хмари (англ. Small Magellanic Cloud Tail) — ділянку, яка примикає до Малої Магелланової Хмари. Зокрема, Хвіст відрізняється від Моста значно нижчою часткою іонізованого газу.
Вважається, що Магелланів Міст утворився 200 мільйонів років тому під час останнього зближення Магелланових хмар одна з одною. Під впливом припливних сил частина речовини Малої Магелланової Хмари утворила цю структуру. У Мосту наявне як молоде зоряне населення, яке сформувалося вже після утворення Мосту, так і старіше, що містить зорі віком від 400 мільйонів до 5 мільярдів років. Також у Мосту виявлено кілька зоряних скупчень.

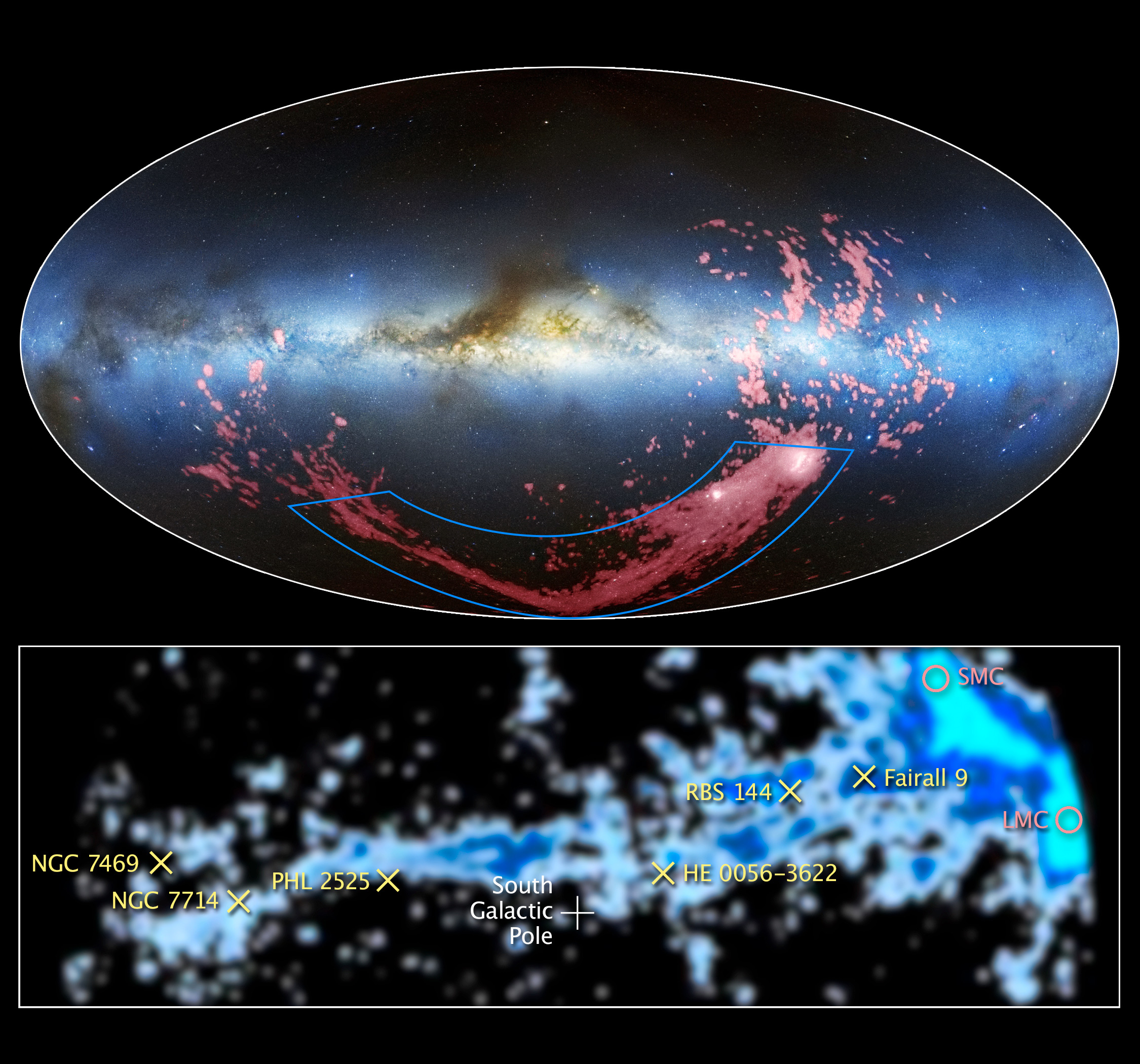
Магеллановий Потік

#### Магелланів потік
Від Магелланових Хмар до Південного полюса нашої Галактики пролягає витягнутий потік газу — Магелланів Потік. Він має довжину близько 180 кілопарсек (600 тис. світлових років) і витягнутий по обидва боки від Магелланових Хмар: у напрямку їхнього руху й проти нього. Магелланів потік спостерігається тільки в радіодіапазоні, у ньому не спостерігається зір. Його маса становить 5⋅108 M☉, він перетікає в Чумацький Шлях: швидкість перетікання становить 0,4 M☉ на рік для нейтрального водню та щонайменше стільки ж — для іонізованого. 

#### Спільна оболонка з нейтрального водню
Велика і Мала Магелланові Хмари мають спільну оболонку з нейтрального водню, яка має кутовий розмір у десятки градусів. Наявність такої структури вказує на те, що Хмари гравітаційно пов'язані вже довгий час.